# Быстрицкий, Иван Андреевич
Иван Андреевич Быстрицкий (1862 — не ранее 1897) — российский юрист, потомственный почётный гражданин Ставрополя (ныне Тольятти).

## Биография
Родился в 1862 году в семье симбирского священника, где у отца — Андрея Андреевича и матери — Евдокии Васильевны было трое сыновей: Василий, Дмитрий и Иван.
После окончания в 1886 году юридического факультета Казанского императорского университета, Иван Андреевич был послан в Самарскую губернию «исправлять должность ставропольского уездного нотариуса и копию формулярного списка». Стал ставропольским уездным нотариусом, где его к присяге привёл в местном Троицком соборе протоиерей Яков Федорович Головцов.
Среди множества зарегистрированных им актов и сделок была продажа имения княгини Александры Николаевны Оболенской в деревне Палицыно Ставропольского уезда Поземельному банку в 1890 году.
В должности нотариуса в Ставрополе Иван Быстрицкий проработал по 1896 год, когда был удостоен звания потомственного почетного гражданина Ставрополя (за 10-летний срок работы нотариусом города Ставрополя и уезда) и пожалован орденом Св. Анны 3-й степени. В 1897 году с семьей он переехал в Москву.
C 1880 года был женат Лидии Константиновне, в семье у них были сын Борис (род. 1880) и дочь Мария (род. 1891). Дата смерти И. А Быстрицкого неизвестна.